# Chennasamudram
Chennasamudram es una ciudad y nagar Panchayat situada en el distrito de Erode en el estado de Tamil Nadu (India). Su población es de 8111 habitantes (2011).

## Demografía
Según el censo de 2011 la población de Chennasamudram era de 8111 habitantes, de los cuales 4006 eran hombres y 4105 eran mujeres. Chennasamudram tiene una tasa media de alfabetización del 73,96%, inferior a la media estatal del 80,09%: la alfabetización masculina es del 84,53%, y la alfabetización femenina del 63,59%.